# Brian Callison
Brian Callison, född 	13 juli 1934 i Manchester, död 5 februari 2024 i Dundee, var en brittisk författare. Han har skrivit flera romaner och thrillers som ofta utspelar sig till sjöss.